# Chuari Khas
Chuari Khas is een nagar panchayat (plaats) in het district Chamba van de Indiase staat Himachal Pradesh. 

## Demografie
Volgens de Indiase volkstelling van 2001 wonen er 3.016 mensen in Chuari Khas, waarvan 52% mannelijk en 48% vrouwelijk is. De plaats heeft een alfabetiseringsgraad van 76%. 